# Jahnstadion (Göttingen)
Das Jahnstadion ist ein Fußballstadion mit Leichtathletikanlage in der niedersächsischen Stadt Göttingen. Die Sportstätte mit 17.000 Plätzen ist im Sportpark der Stadt Göttingen östlich des Naherholungsgebiets Kiessee und des Flusses Leine und südlich des Sandwegs im Süden der Stadt gelegen. Der Sportpark verfügt neben dem Stadion z. B. über fünf Fußballfelder, zahlreiche Trainingsplätze, einen Bouleplatz, einen Baseballplatz sowie zwei Kinderspielplätze.

## Geschichte

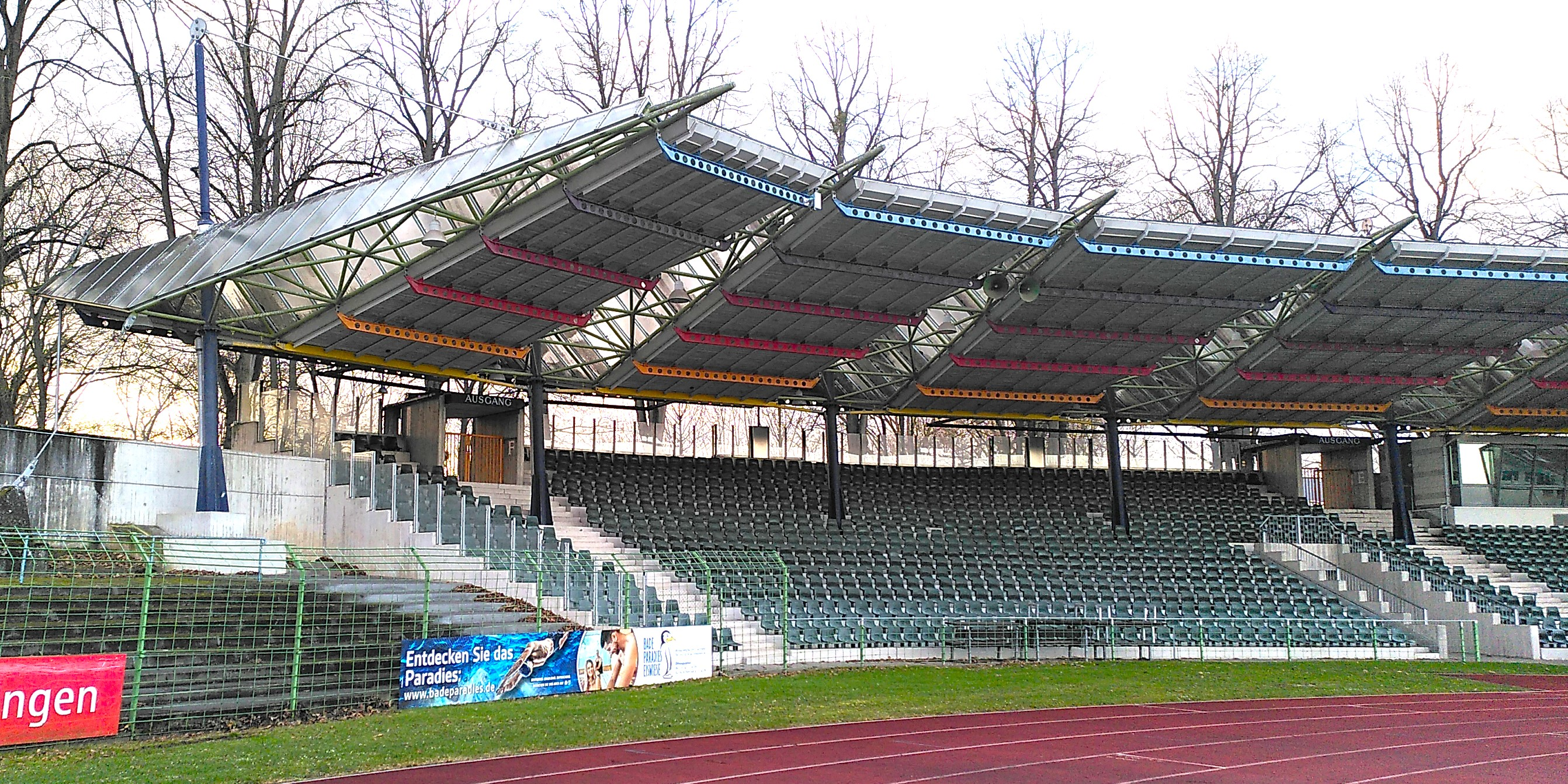
Tribüne des Jahnstadions (2025)

Das Jahnstadion wurde am 26. Oktober 1913 eingeweiht und ist nach dem Turnvater Friedrich Ludwig Jahn benannt. Für damalige Verhältnisse war der „Jahnspielplatz“ ein recht gut ausgestatteter Sportplatz. 1987–1990 wurde das Jahnstadion saniert und im Westen mit einer etwa 5.500 Zuschauer fassenden überdachten Tribüne ausgestattet. Die in der Fernwirkung dominierende Großform des neuen Stadiondaches als Stahlkonstruktion entstand nach Entwurf des Göttinger Tragwerksplanungsbüros Großmann; die Farbgestaltung in Regenbogenfarben entwarf Gerd Winner.
Im Osten befand sich bis 2008 die „Alte Gegengerade“, bis das Stadion umfassend modernisiert wurde.

## Beschreibung des Stadions

### Überblick
Zusammen mit den beiden Kurven bietet die Anlage somit mehr als 12.000 unüberdachte Stehplätze. Die Kurven bieten dabei lediglich wenige Stufen, die bis zur Ausbesserung 2013 in einem recht schlechten Zustand waren. Ca. 2/3 der Kurven bestehen neben den Stufen zum Großteil aus mit Rasen bewachsenen Erdhügeln. An den zur Haupttribüne verlaufenden Enden beider Kurven sind jeweils leicht nach oben vergrößerte, mit Stufen befestigte Blöcke vorhanden. Dieser Bereich der Nordkurve bietet bei Fußballspielen regelmäßig den Gästefans Platz. In der Südkurve befindet sich eine derzeit defekte elektronische Anzeigetafel. Während die immer noch zeitgemäße Haupttribüne im Westen Stadionregie, Presseplätze und V.I.P.-Raum beherbergt, liegen unter der Tribüne der Gegengeraden die Mannschaftskabinen und der Laufschlauch, eine kleine Leichtathletikhalle. Oberhalb der Tribüne wurde eine Stadiongaststätte vorgesehen. Der Haupteingang liegt im Norden am Sandweg. Ein weiterer Eingang liegt im Nordosten am Parkplatz und war zwischenzeitlich nur für Inhaber von Dauerkarten und von Vorverkaufstickets des 1. SC Göttingen 05 geöffnet. Ferner gibt es einen derzeit nicht genutzter Eingang im hinteren Seitenbereich der Südkurve. Während der Heimspiele des 1. SC Göttingen 05 befand sich im Nordosten des Stadions ein Fanshop.

### Nutzung
Bis 2003 war es das Heimstadion des 1. SC Göttingen 05, der dort die Fußballspiele seiner ersten Herrenmannschaft in der 2. Bundesliga, Regionalliga und Oberliga austrug. Das letzte Heimspiel erfolgte Ende September 2003 am achten Spieltag der fünftklassigen Niedersachsenliga. Nach einem gescheiterten, über zwei Jahre schwebenden Insolvenzverfahren wurde der Verein im Oktober 2003 aus dem Vereinsregister gelöscht. Danach wurde das Stadion nicht regelmäßig genutzt.
Während der Fußball-Weltmeisterschaft 2006 diente das Stadion als Trainingsgelände der mexikanischen Fußballnationalmannschaft, die hier in einem Vorbereitungsspiel gegen eine Göttingen-Auswahl mit 3:0 gewann.
Der gleichnamige Nachfolgeverein des 1. SC Göttingen 05 spielt gegenwärtig in der Landesliga Braunschweig und trägt seine Heimspiele nach einer vorübergehenden Nutzung des Jahnstadions nur noch im Maschpark aus. Der Platz der vielen Fanclubs, darunter der Dachverband 05 Supporters Crew, befand sich auf der Gegengerade und im Block F auf der Sitzplatztribüne.
2013 fanden im Jahnstadion die Deutschen Leichtathletik-Juniorenmeisterschaften statt.

## Umbau

### Umbau 2008
Im Zuge einer umfassenden Modernisierung 2008, bei welcher die kompletten Leichtathletikanlagen des Stadions erneuert wurden, wurde die "Alte Gegengerade" abgerissen und gut acht Meter näher am Spielfeld (direkt an der Laufbahn) neu aufgebaut. Die bisherige leichte Kurvenform wurde dabei zugunsten einer reinen Geraden aufgegeben. Bis zu dieser Maßnahme behinderten neben der recht großen Entfernung zum Spielfeld vor allem die sich zwischen den Stehplätzen und dem Spielfeld befindenden überdachten Mannschaftsbänke den Blick auf das Geschehen. Unter der Osttribüne entstand auch der Laufschlauch, eine Aufwärmhalle mit 60-m-Bahn und Weitsprunggrube.

### Geplante Umbaumaßnahmen
Eine Ausstattung mit Flutlicht wird in Erwägung gezogen, wird aber von der sportlichen Entwicklung vor allem der Göttinger Fußballvereine abhängen. Mit wahrscheinlich vergleichsweise überschaubarem Aufwand (Flutlicht, Blocktrennung, Fortsetzung der Sanierung der Kurven) könnte das Stadion in einen Zustand versetzt werden, der den Anforderungen des DFB zur neuen Regionalliga entspräche. Mit dem Bau diverser Trainingsanlagen (u. a. Kunstrasenplatz) sowie der Schaffung zahlreicher neuer Parkmöglichkeiten direkt am Stadion hat sich in den letzten Jahren schon einiges getan. Jedoch gelten durch die Regionalligareform zur Saison 2012/13 die gleichen Anforderungen wie in der Oberliga Niedersachsen, so dass Umbaumaßnahmen im Falle eines Aufstiegs in die Regionalliga nicht zwingend erforderlich wären.